# Кристиан I (Саксония)
Кристиан I (на немски: Christian I, * 29 октомври 1560 в Дрезден, † 25 септември 1591 в Дрезден) от рода на Албертинските Ветини е курфюрст на Саксония от 1586 до 1591 г.

## Произход
Той е син на курфюрст Август (1526–1586) и първата му съпруга принцеса Анна (1532–1585), дъщеря на крал Кристиан III, крал на Дания и Норвегия (1503–1559) и на Доротея от Саксония-Лауенбург-Ратцебург (1511-1571).

## Управление
Отрано участва в управлението и наследява трона след смъртта на баща си през 1586 г. Той има слаб интерес към управлението, а повече към удоволствията, лова и алкохола.
Кристиан I умира на 30 години от дълго стомашно-чревно заболяване по време на лов през 1591 г. Погребан е в катедралата на Фрайберг. Вдовицата му София поема регентството за най-големия им син Кристиан II.

## Семейство и деца
Кристиан I се жени на 25 април 1582 г. в Дрезден за принцеса София фон Бранденбург (1568–1622), дъщеря на курфюрст Йохан Георг от Бранденбург, с която има децата:
- Кристиан II (1583–1611), курфюрст на Саксония

∞ 1602 принцеса Хедвиг от Дания и Норвегия (1581–1641)
- Йохан Георг I (1585–1656), курфюрст на Саксония

∞ 1604 принцеса Сибила Елизабет фон Вюртемберг (1584–1606)
∞ 1607 принцеса Магдалена Сибила от Прусия (1587–1659)
- Анна Сабине (*/† 1586)
- Софи (1587–1635)

∞ 1610 херцог Франц I от Померания-Щетин (1577–1620)
- Елизабет (1588–1589)
- Август (1589–1615)

∞ 1612 принцеса Елизабет от Брауншвайг-Волфенбютел (1593–1650)
- Доротея (1591–1617), абтиса на Кведлинбург